# Pareuthria turriformis
Pareuthria turriformis is een slakkensoort uit de familie van de Buccinidae. De wetenschappelijke naam van de soort is voor het eerst geldig gepubliceerd in 1982 door Egorova.